# Richard Bertie, 14. Earl of Lindsey

Familienwappen des Richard Bertie, 14. Earl of Lindsey

Richard Henry Rupert Bertie, 14. Earl of Lindsey, 9. Earl of Abingdon (* 28. Juni 1931) ist ein britischer Peer und Politiker.

## Herkunft und familiäres Umfeld
Richard Bertie entstammt einer altenglischen Adelsfamilie. Er war der einzige Sohn des Lt.Col. Hon. Arthur Michael Cosmo Bertie (1886–1957) aus dessen erster Ehe mit Aline Rose Arbuthnot-Leslie († 1948). Sein Vater war ein jüngerer Sohn des Montagu Bertie, 7. Earl of Abingdon (1836–1928).
Sein Cousin Andrew Bertie (1929–2008) war der 78. Großmeister des Malteserordens.

## Leben und Laufbahn
Richard Bertie besuchte die private Schule Ampleforth. Von 1952 bis 1957 diente er als Leutnant im Royal Norfolk Regiment. Anschließend begann er eine Karriere als Versicherungsmakler. Von 1958 bis 1992 war er underwriting agent bei Lloyd’s, außerdem bei Dawes and Henderson Agencies Ltd in der Zeit von 1988 bis 1992 Chairman und ebenfalls Chairman bei der Anglo-Ivory-Coast Society von 1974 bis 1977.
Beim kinderlosen Tod seines Halbcousins Montagu Towneley-Bertie, 13. Earl of Lindsey erbte er 1963 dessen Adelstitel als 14. Earl of Lindsey, 9. Earl of Abingdon Baron Norreys. Mit diesen Titeln war ein Sitz im britischen House of Lords verbunden. Als Mitglied der Conservative Party beteiligte sich Bertie regelmäßig an den dortigen Debatten, bis er seinen erblichen Parlamentssitz durch den House of Lords Act 1999 verlor.

## Ehe und Nachkommen
Er ist seit dem 5. Januar 1957 mit Norah Elisabeth Farquar-Oliver verheiratet, mit der er zwei Söhne und eine Tochter hat:
- Henry Mark Willoughby Bertie, Lord Norreys (* 1958);
- Lady Annabel Frances Rose Bertie (* 1969).
- Hon. Alexander Michael Richard Bertie (* 1970).